# Gustavo Mhamed
Gustavo David Mhamed (Buenos Aires, Argentina, 28 de enero de 1977 - 9 de febrero de 2022) fue un futbolista y ayudante de campo argentino. Jugaba de volante ofensivo. 

## Biografía
Fue ayudante de Eduardo Domínguez en Colón y Facundo Sava en Quilmes.
Falleció de cáncer de colon el 9 de febrero de 2022.

## Trayectoria como futbolista
- 1998-1999 Huracán
- 1999-2000 Defensa y Justicia
- 2000 Huracán
- 2001 Sportivo Italiano
- 2001? Italchacao FC
- 2002? Municipal Limeño